# Darmgeassocieerd lymfoïde weefsel

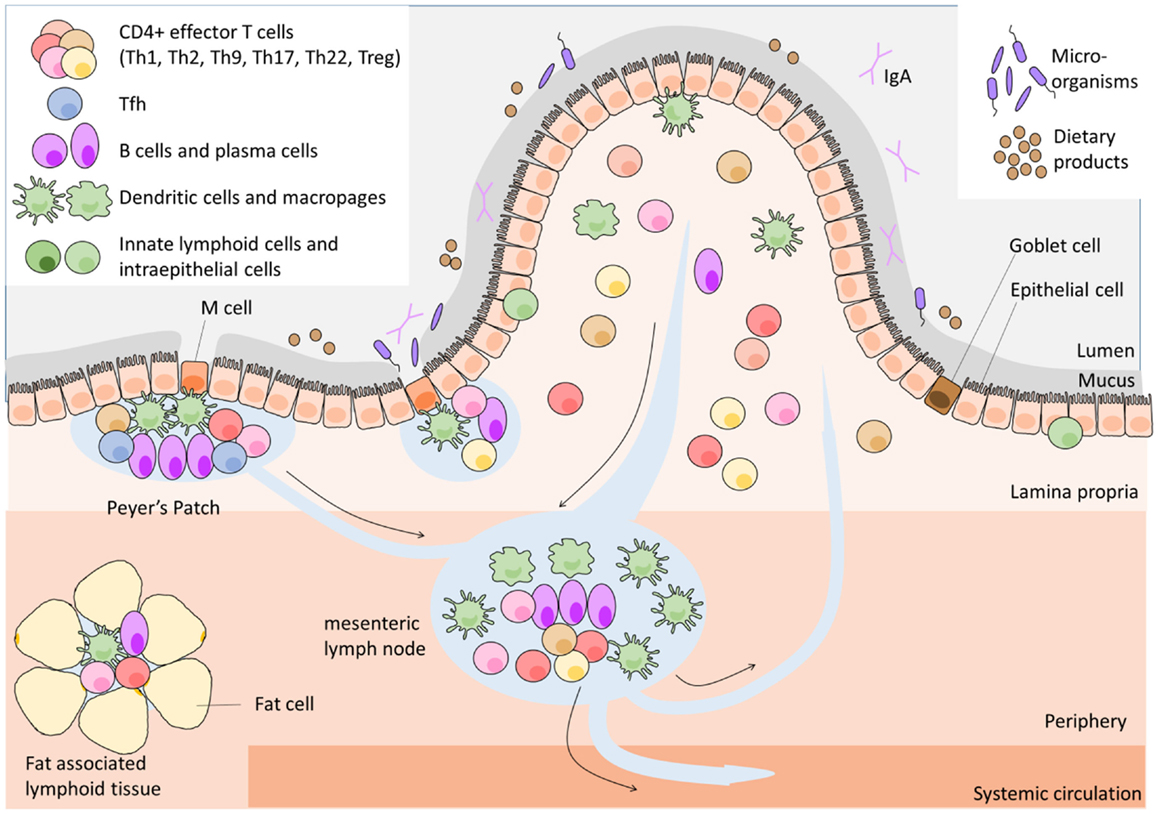
Darmgeassocieerd lymfoïde weefsel

Het immuunsysteem van het spijsverteringsstelsel (tractus digestivus) wordt darmgeassocieerd lymfoïde weefsel (Engels: gut-associated lymphoid tissue, GALT) genoemd. Dit lymfoïde weefsel behoedt het lichaam voor invasie van micro-organismen via het spijsverteringskanaal. Het darmgeassocieerd lymfoïde weefsel is een voorbeeld van een mucosageassocieerd lymfoïd weefsel (en: mucosa-associated lymphoid tissue, MALT).

## Functie
Ongeveer 70% van het immuunsysteem is gelegen in het spijsverteringskanaal. Het darmgeassocieerd lymfoïde weefsel bestaat uit verscheidene types lymfoïde weefsel waar immuuncellen zoals T- en B-lymfocyten werkzaam zijn. Deze immuuncellen vormen de defensie tegen verscheidene pathogenen (ziekteverwekkers).

## Componenten
Het lymfoïde weefsel van het spijsverteringskanaal bestaat uit:
- de tonsillen (de ring van Waldeyer);
- de adenoïden (faryngeale tonsillen);
- kleine lymfoïde aggregaten in de slokdarm;
- toenemende concentratie lymfoïde weefsel in de maag met toenemende leeftijd;
- de Peyerse platen;
- diffuus verspreide lymfoïde cellen en plasmacellen in de lamina propria van de darmen.
- lymfoïde aggregaten in het wormvormig aanhangsel (lat: appendix vermiformis) en het colon;